# Lasioglossum parvum
Lasioglossum parvum är en biart som först beskrevs av Cresson 1865.  Lasioglossum parvum ingår i släktet smalbin, och familjen vägbin. Inga underarter finns listade i Catalogue of Life.

## Bildgalleri

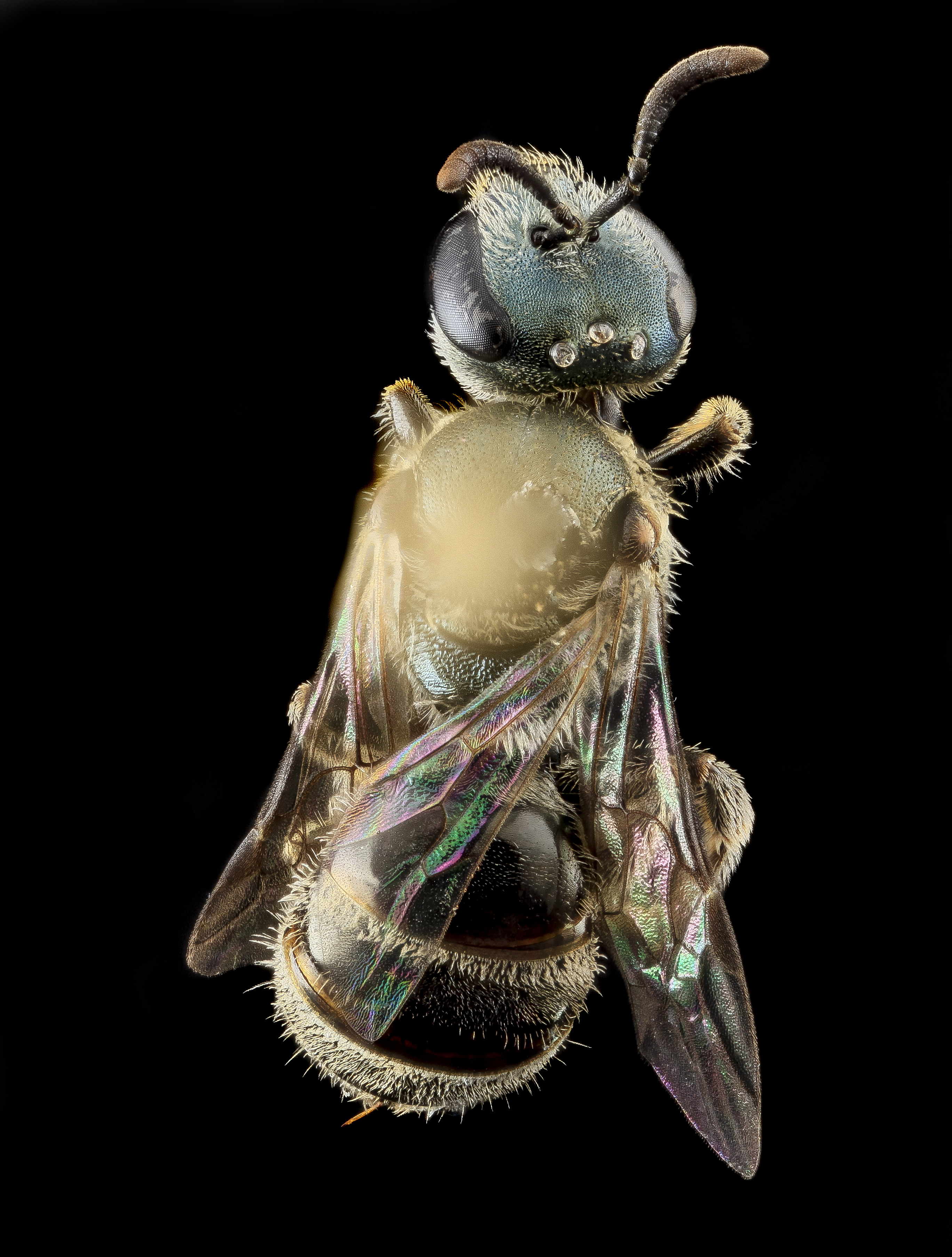
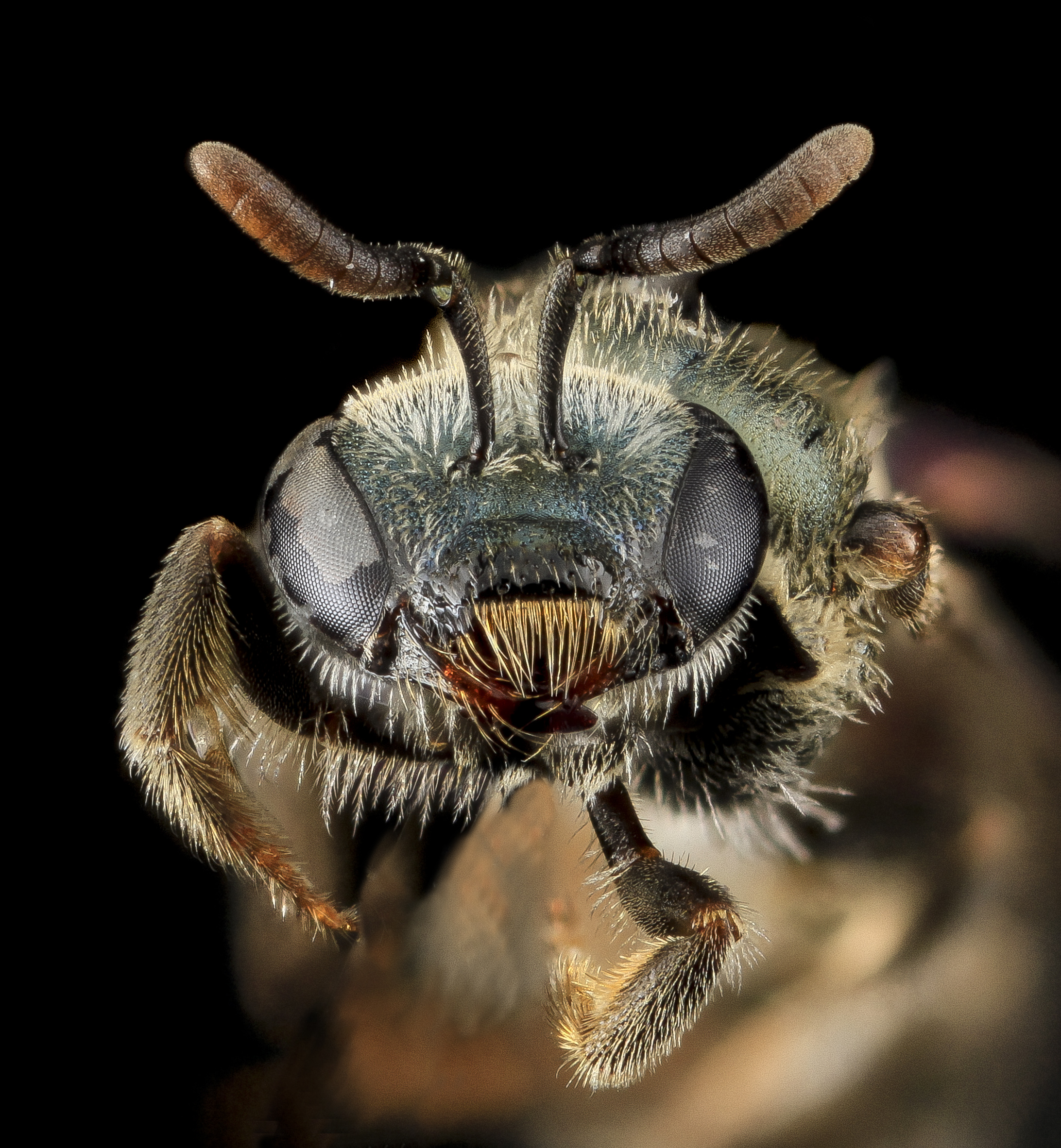